# Oldsmobile Toronado

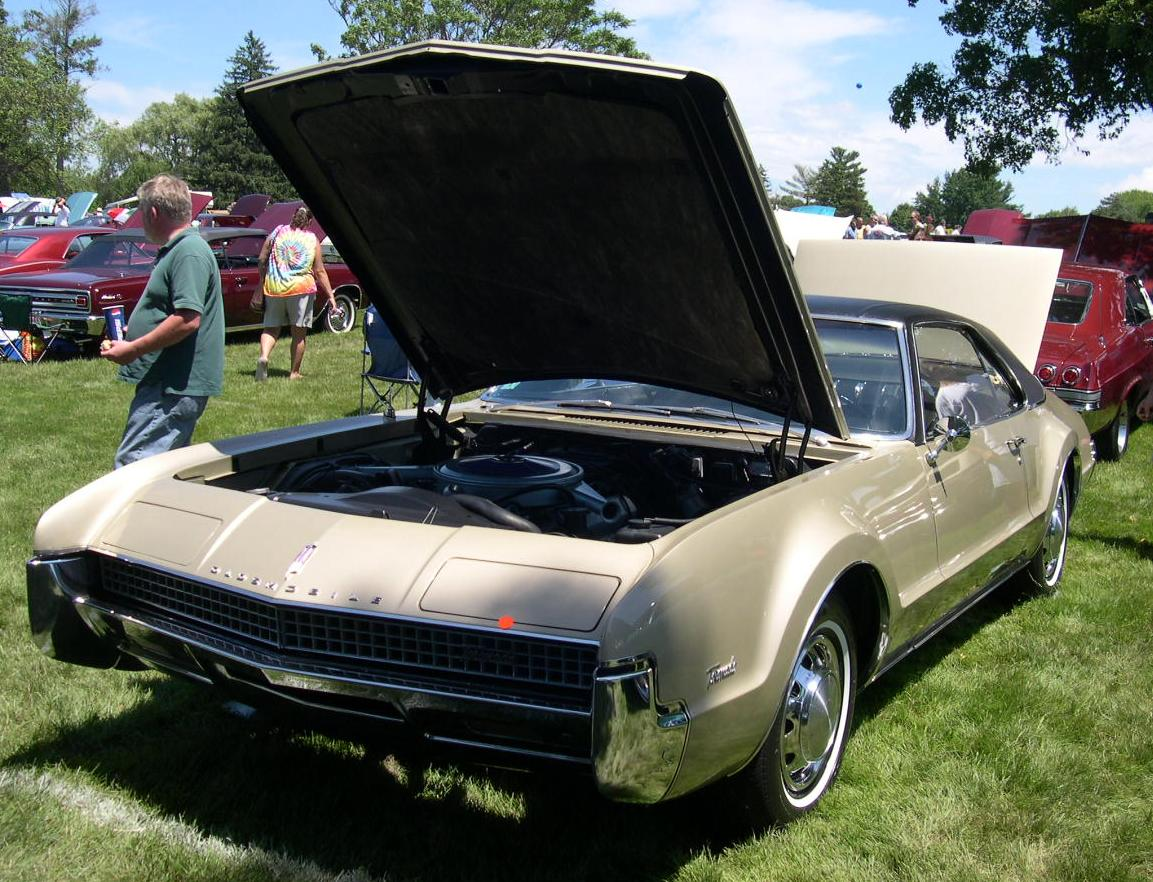
1967 års Oldsmobile Toronado

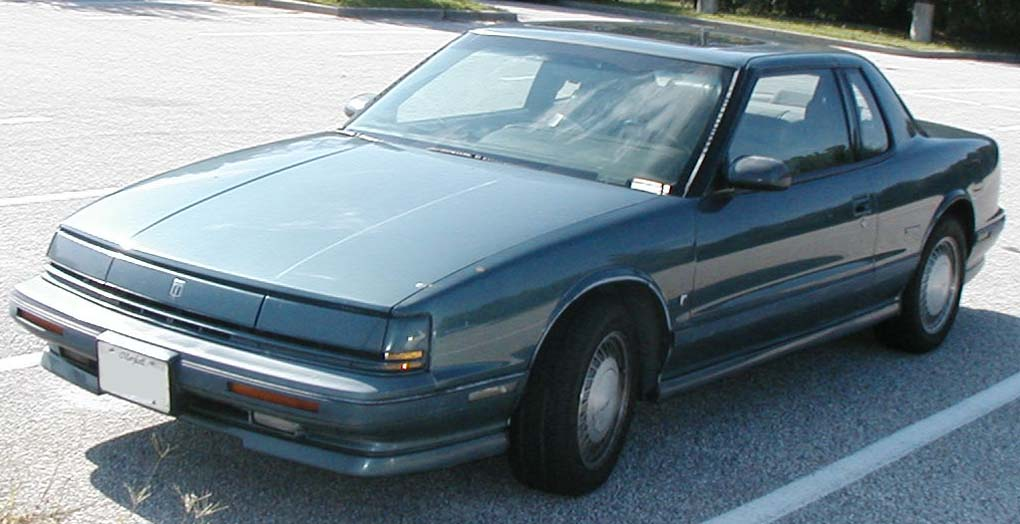
1986 till 1992 års Oldsmobile Toronado

Oldsmobile Toronado var en bil från Oldsmobile som tillverkades mellan åren 1966 och 1992. Bilen var unik i flera avseenden, men de mest framstående nyheterna var nog de dolda framlyktorna och framhjulsdrift.
| Årtal/modell | Cylindervolym (in³/cm³) | Cylindrar | Effekt (hk@rpm) | Vridmoment (ftlb/Nm@rpm) | Växellåda   | Info   |
| ------------ | ----------------------- | --------- | --------------- | ------------------------ | ----------- | ------ |
| 1966/std     | 425/6964                | 8         | 385@?           | 475/644@?                | 3-steg auto |        |
| 1967/std     | 425/6964                | 8         | 385@?           | 475/644@?                | 3-steg auto |        |
| 1968/std     | 455/7456                | 8         | 375@?           | 510/691@3000             | 3-steg auto |        |
| 1968/opt     | 455/7456                | 8         | 400@?           | 500/677@3200             | 3-steg auto |        |
| 1969/std     | 455/7456                | 8         | 375@?           | 510/691@3000             | 3-steg auto |        |
| 1969/opt     | 455/7456                | 8         | 400@?           | 500/677@3200             | 3-steg auto |        |
| 1970/std     | 455/7456                | 8         | 375@?           | 510/691@3000             | 3-steg auto |        |
| 1970/opt     | 455/7456                | 8         | 400@?           | 500/677@3200             | 3-steg auto |        |
| 1971/std     | 455/7456                | 8         | 350@?           | ?                        | 3-steg auto |        |
| 1972/std     | 455/7456                | 8         | 350@?           | ?                        | 3-steg auto |        |
| 1973/std     | 455/7456                | 8         | ?               | ?                        | 3-steg auto |        |
| 1974/std     | 455/7456                | 8         | 350@?           | ?                        | 3-steg auto |        |
| 1975/std     | 455/7456                | 8         | 350@?           | ?                        | 3-steg auto |        |
| 1976/std     | 455/7456                | 8         | 350@?           | ?                        | 3-steg auto |        |
| 1977/std     | 403/6603                | 8         | ?               | ?                        | 3-steg auto |        |
| 1978/std     | 403/6603                | 8         | ?               | ?                        | 3-steg auto |        |
| 1979/std     | 350/5735                | 8         | ?               | ?                        | 3-steg auto |        |
| 1979/opt     | 350/5735                | 8         | ?               | ?                        | 3-steg auto | Diesel |
| 1980/std     | 307/5030                | 8         | ?               | ?                        | 3-steg auto |        |
| 1980/opt     | 350/5735                | 8         | ?               | ?                        | 3-steg auto |        |
| 1980/opt     | 350/5735                | 8         | ?               | ?                        | 3-steg auto | Diesel |
| 1981/std     | 252/4129                | 6         | ?               | ?                        | 3-steg auto |        |
| 1981/opt     | 307/5030                | 8         | ?               | ?                        | 3-steg auto |        |
| 1981/opt     | 350/5735                | 8         | ?               | ?                        | 3-steg auto | Diesel |
| 1982/std     | 252/4129                | 6         | ?               | ?                        | 4-steg auto |        |
| 1982/opt     | 307/5030                | 8         | ?               | ?                        | 4-steg auto |        |
| 1982/opt     | 350/5735                | 8         | ?               | ?                        | 4-steg auto | Diesel |
| 1983/std     | 252/4129                | 6         | ?               | ?                        | 4-steg auto |        |
| 1983/opt     | 307/5030                | 8         | ?               | ?                        | 4-steg auto |        |
| 1983/opt     | 350/5735                | 8         | ?               | ?                        | 4-steg auto | Diesel |
| 1984/std     | 252/4129                | 6         | ?               | ?                        | 4-steg auto |        |
| 1984/opt     | 307/5030                | 8         | ?               | ?                        | 4-steg auto |        |
| 1984/opt     | 350/5735                | 8         | ?               | ?                        | 4-steg auto | Diesel |
| 1985/std     | 307/5030                | 8         | ?               | ?                        | 4-steg auto |        |
| 1985/opt     | 350/5735                | 8         | ?               | ?                        | 4-steg auto | Diesel |
| 1986/std     | 232/3800                | 6         | 150@4400        | 190/257@2000             | 4-steg auto |        |
| 1987/std     | 232/3800                | 6         | 150@4400        | 200/270@2000             | 4-steg auto |        |
| 1988/std     | 232/3800                | 6         | 165@5200        | 215/291@2500             | 4-steg auto |        |
| 1989/std     | 232/3800                | 6         | 165@5200        | 215/291@2500             | 4-steg auto |        |
| 1990/std     | 232/3800                | 6         | 165@4800        | 210/284@2000             | 4-steg auto |        |
| 1991/std     | 232/3800                | 6         | 170@4800        | 220/298@3200             | 4-steg auto |        |
| 1992/std     | 232/3800                | 6         | 170@4800        | 220/298@3200             | 4-steg auto |        |